# Inčupe
Inčupe je řeka v kraji Saulkrasti v Lotyšsku patřící do úmoří Baltského moře.

## Další informace
Inčupe pramení v bažinách/mokřadech Dzelves ezers ve vojenském prostoru (vojenské cvičiště Ādaži). Dolní tok řeky meandruje a je místy regulován. Řeka se vlévá do Rižského zálivu Baltského moře. Ústí je na pláži pod písečnou dunou Baltā kāpa v městské čtvrti Pabaži města Saulkrasti v přírodním parku Piejūra (dabas parks Piejūra). Přes řeku vede silnice/dálnice A1 a železniční trať Riga-Skulte. Z důvodů existence vojenského prostoru nejsou horní tok a část středního toku řeky veřejnosti bez povolení přístupné.

## Galerie

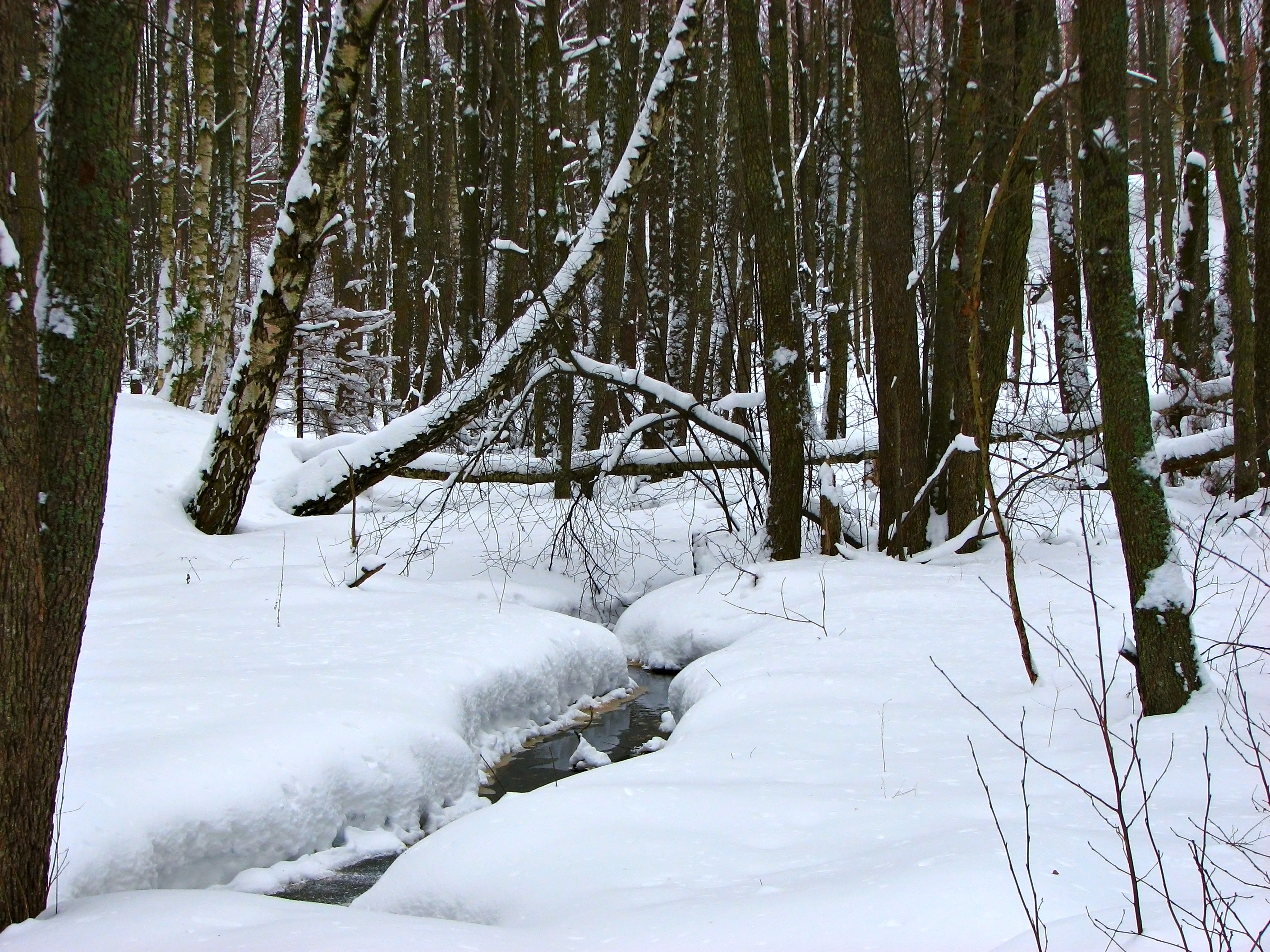
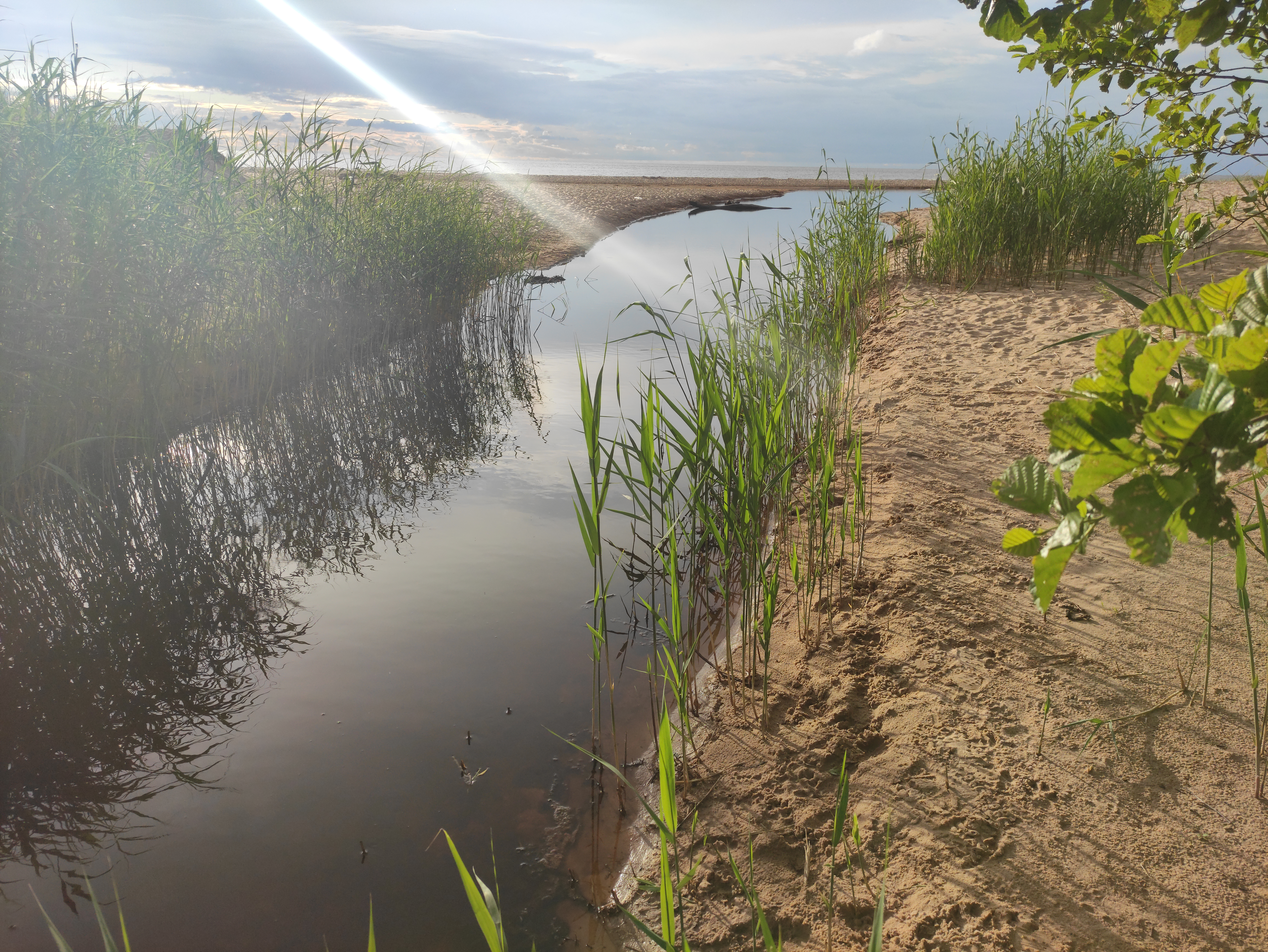
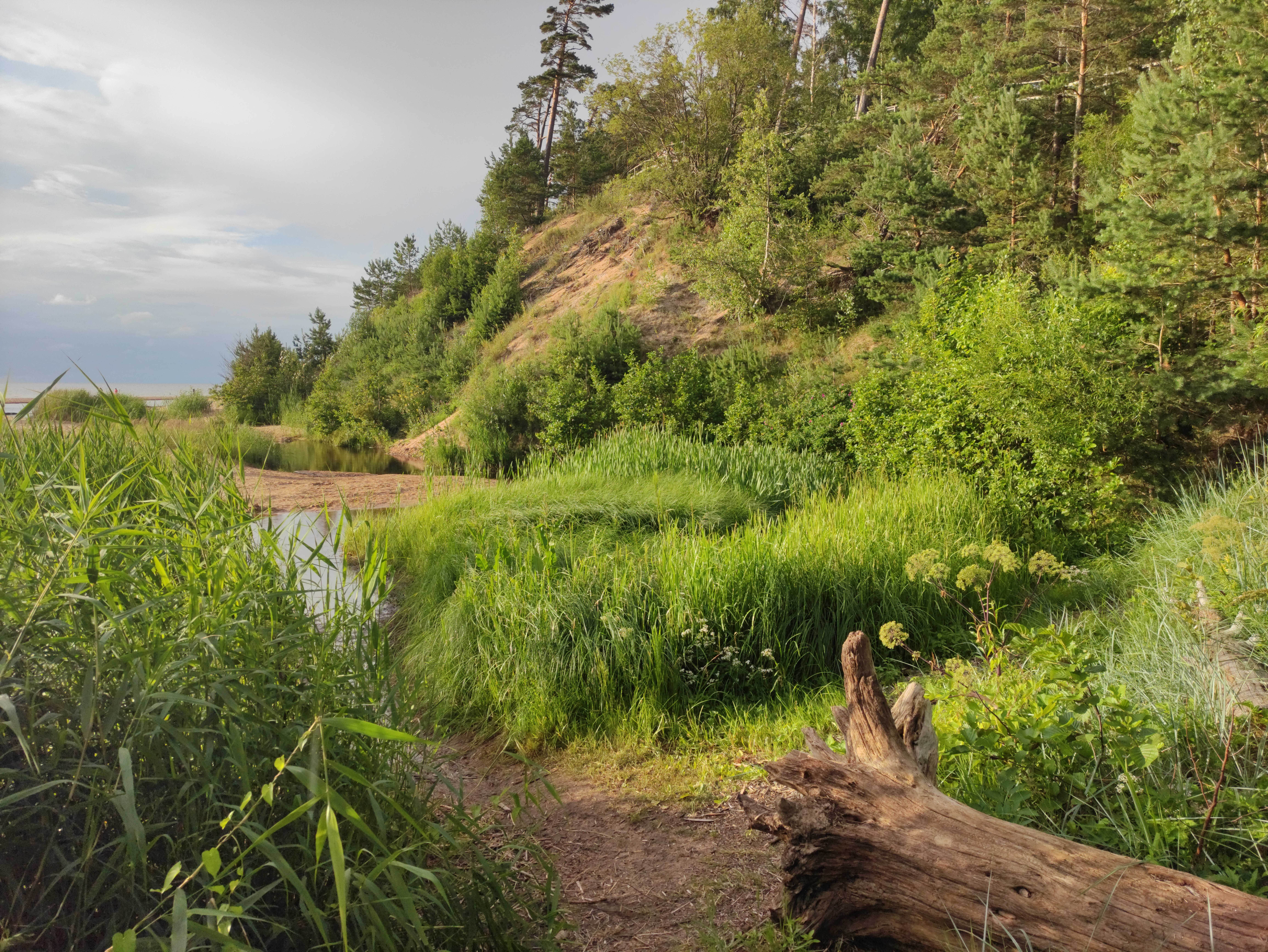
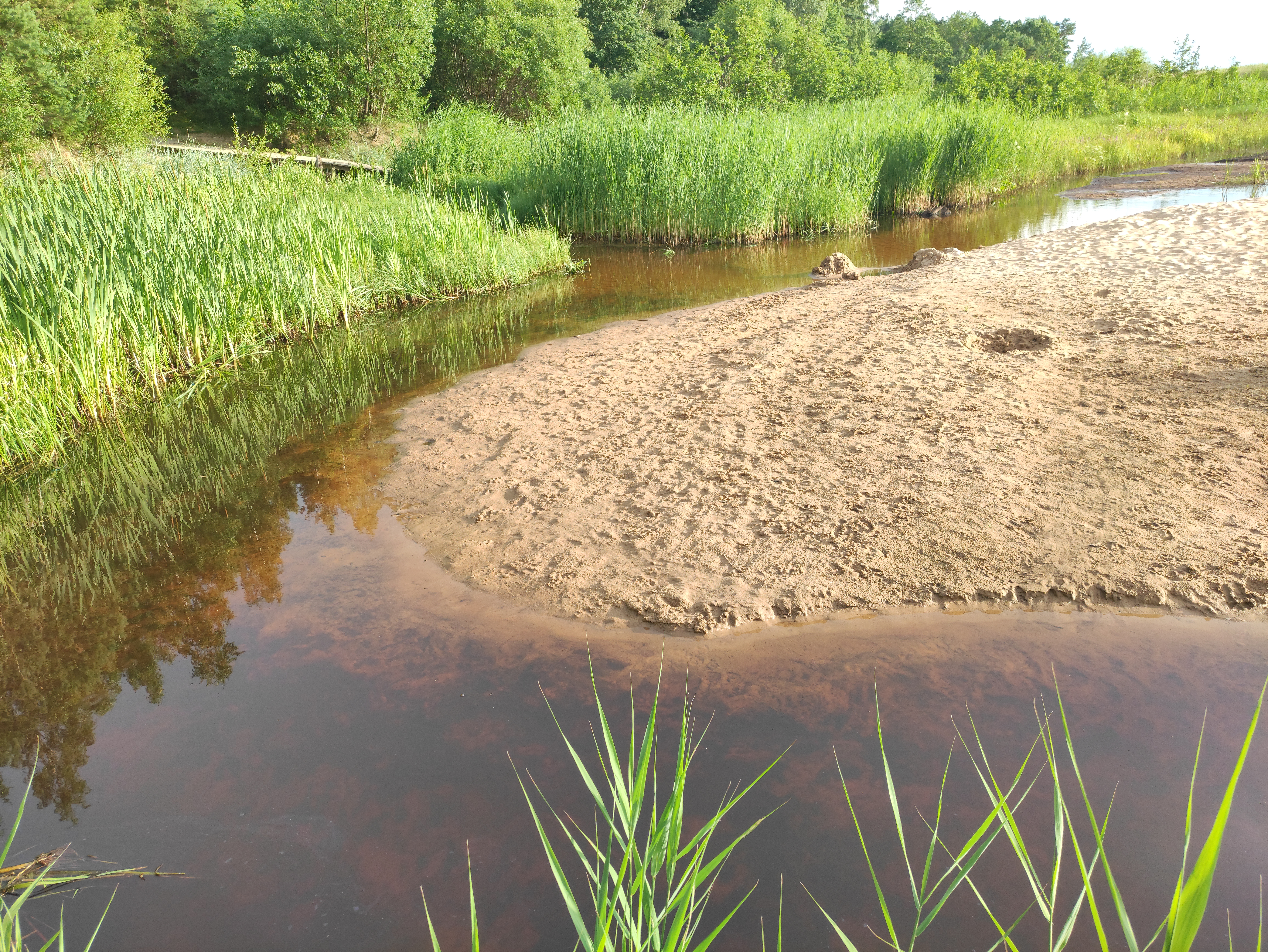
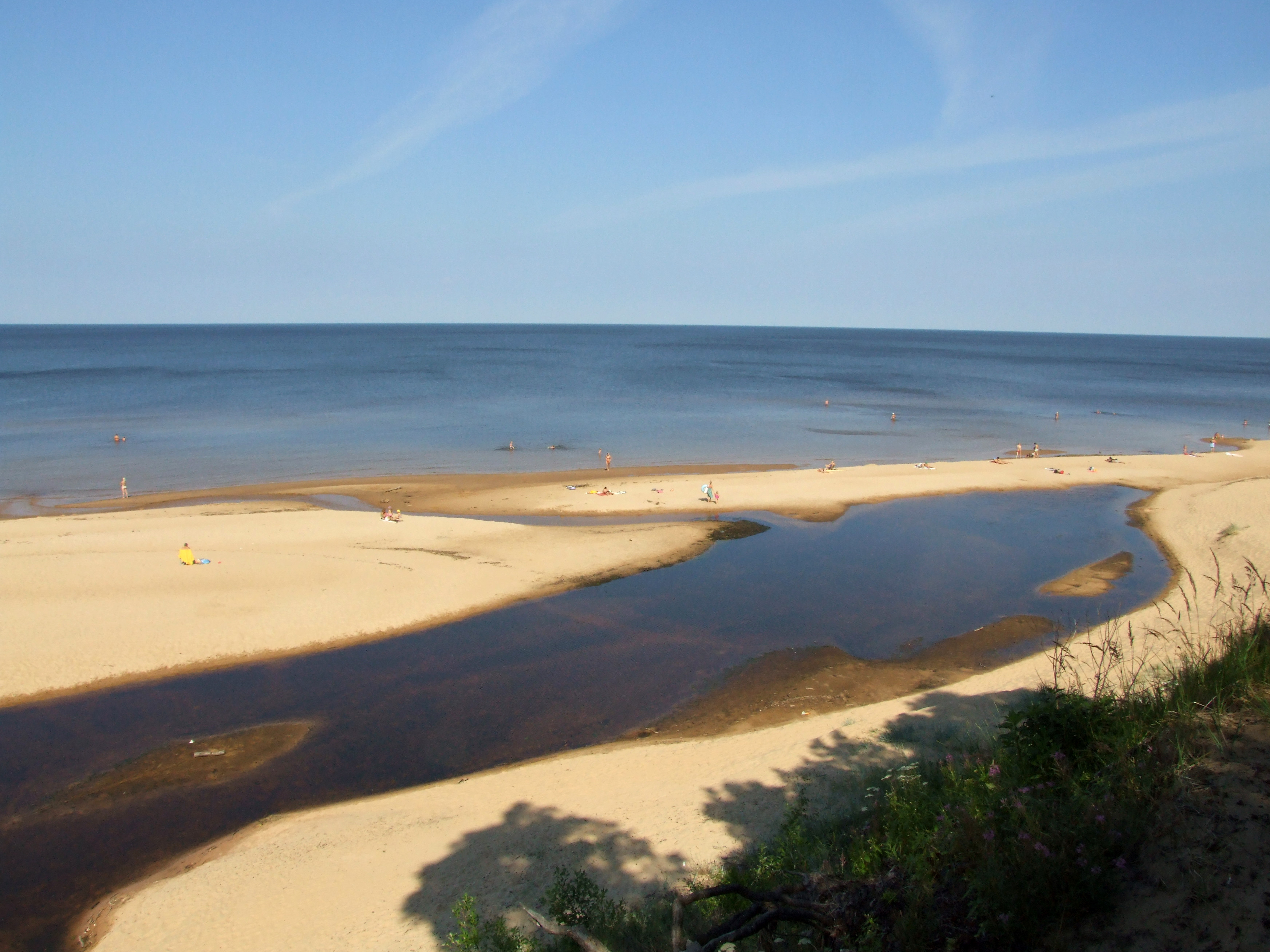